# Uc
Uc (osmanisch اوج İA Uc, deutsch ‚Spitze, Zipfel, Ende‘), gesprochen Udsch, ist ein türkisches Wort und bezeichnete im Mittelalter analog zum griechischen Begriff άκρον akron die Grenzgebiete / Marken zwischen der christlichen und der muslimischen Welt. Die mit der Verteidigung der Grenzgebiete Beauftragten hießen auf byzantinischer Seite Akriten (Ακρίται) und auf muslimischer Seite غازى Ghāzī.

Ostanatolisches Grenzgebiet im frühen Mittelalter
Ausbreitung unter dem Propheten Mohammed, 622–632
Ausbreitung unter den vier „rechtgeleiteten Kalifen“, 632–661
Ausbreitung unter den Umayyaden, 661–750

## Geschichte der Grenzgebiete
Im frühen Mittelalter wurde mit der Expansion des Islam Ostanatolien zum wichtigen Grenzgebiet zwischen der christlichen und der muslimischen Welt (al-ʿAwāsim). Die Einwohner dieser Gegenden waren durchgängig verpflichtet, in Einsatzbereitschaft zu sein, um einen Angriff abzuwehren oder selbst einen Überfall in das feindliche Territorium zu starten. In den Grenzgebieten entstand daher eine ganz eigentümliche Lebensweise. Ihre Lebensweise inspirierte Volksdichter zum Schreiben verschiedener Heldenepen, darunter das byzantinische Epos Digenis Akritas oder das berühmte muslimische Epos Seyyid Battal Gazi. Zu den typischen Eigentümlichkeiten der Bewohner der Randgebiete gehörten, die Seite zu wechseln, Frauen der Gegenseite zu entführen, die Assimilation der Gefangenen.
Nach der Migration von Oġuz / Türkmenen nach Anatolien und der Schlacht bei Manzikert im Jahr 1071 bewachten oġuzische / türkmenische Nomaden die Grenzgebiete zum Byzantinischen Reich. Ab ca. 1081 bildete sich in Anatolien der Rum-Seldschukstaat als Teil des Großseldschukischen Reichs. Mit der mongolischen Expansion nach Westen im 13. Jahrhundert kam es zu einer zweiten großen Einwanderungswelle von Türkmenen nach Anatolien, womit auch die Zahl der Uc-Türkmenen (Türkmenen an der Grenze zum Byzantinischen Reich) anstieg. Der byzantinische Geschichtsschreiber Akropolites beschrieb um 1250 die türkischen Nomaden an den Grenzgebieten zum Byzantinischen Reich als „Menschen, die am äußersten Rand der Türken leben, unerbittlichen Hass auf die Byzantiner haben, die ihre Plünderungen genießen und sich an der Kriegsbeute erfreuen“.

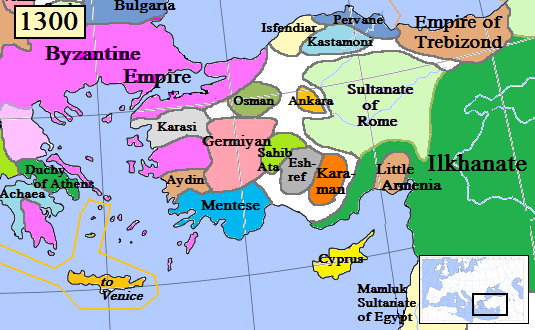
Uc-Beys / „Grenzgebiet-Fürsten“ bei Auflösung des Seldschukenreichs

Als sich der Rum-Seldschukstaat ab der Mitte des 13. Jahrhunderts als Vasall der mongolischen Ilchane schrittweise aufzulösen begann, erlangten die Türkmenen an den Grenzgebieten neue Stärke und politische Bedeutung, indem sie den Seldschuken-Prinzen ihre Unterstützung gegen die Mongolen anboten. Die türkmenischen Fürsten (Bey) unterstanden damit formal dem Sultanat, aber gründeten alle ihren „Kleinstaat“ (Beylik) an der Grenze zum Byzantinischen Reich. Die Grenzgebiete des Seldschuken-Staats im Westen waren in drei Grenzregionen organisiert; der Schwarzmeerregion, der Mittelmeerregion und der Westregion. Im 13. Jahrhundert entwickelten sich Denizli (Ṭoñuzlu), Karahisar, Kastamonu, Amasya zu Zentren klassischer muslimisch-türkischer Zivilisation. Die äußeren Ränder der Grenzregionen befanden sich unter der Herrschaft der halbnomadischen, türkmenischen Krieger, der اتراك وج Etrāk-i Uǧ, deutsch ‚Uc-Türken‘ zeitgenössischer Quellen.

## Uc-Bey
Die Bezeichnung Uc-Bey stand für die Heerführer, die gegen das benachbarte christliche Byzantinische Reich Krieg führten. Im Jahr 1299 erklärte Osman Bey seinen „Kleinstaat“, der im Jahr 1288 vom Seldschuken-Sultan Mesud II. als Beylik anerkannt worden war, für unabhängig. Bei der Expansion des frühen Osmanischen Staats Richtung Rumelien spielten die Uc-Beys und die Gazi-Ideologie eine große Rolle.
Die Uc-Beys waren insbesondere für die Eroberungen in Rumelien bedeutend. Zu den bedeutendsten Uc-Beys gehören Gazi Evrenos, der Eroberer Thrakiens und Makedoniens, Paschayiğit Bey, der Eroberer von Skopje (1392), und sein Sohn Turahan Bey, der Eroberer von Thessalien.
Die Uc-Beys befanden sich an der Spitze ihres Krieger-Clans und besaßen eine gewisse Unabhängigkeit von der osmanischen Dynastie. Sie errichteten sogar ihre eigenen Familiendynastien. Sie zeichnet allerdings aus, dass sie der osmanischen Dynastie gegenüber stets loyal waren. Auch in kritischen Momenten wie dem von Timur verursachten Osmanischen Interregnum strebte keiner der Uc-Beys nach wahrer Unabhängigkeit. Die großen von den Uc-Beys eroberten Territorien wurden in der frühen Phase des osmanischen Staats vom Sultan offiziell als Eigentum der Uc-Beys anerkannt, später in Vakıfs umgewandelt, die von den Nachkommen der Uc-Beys verwaltet wurden.